# Hypoxis neliana
Hypoxis neliana är en enhjärtbladig växtart som beskrevs av Schinz. Hypoxis neliana ingår i släktet Hypoxis och familjen Hypoxidaceae. Inga underarter finns listade i Catalogue of Life.